# مقاطعة غازي بور
غازي بور رمزها «GP» (بالإنجليزية: Ghazipur)‏ ، هو تقسيم إداري لدولة الهند تتبع ولاية أتر برديش (بالإنجليزية: Uttar  Pradesh)‏ ، مركزها هو مدينة غازي بور (بالإنجليزية: Ghazipur)‏ عدد سكانها حسب تعداد سنة 2001 هو 3,049,337 ، مساحتها 3,377 كم² وكثافة السكان 903 لكل كم² .